# 神气活现
《神氣活現》（英語：Mannequin）是一部1987年上映的美國浪漫喜劇電影。

## 劇情
藝術家強納森·斯維徹(Jonathan Switcher)職場失意，零敲碎打地製作塑膠人體模特兒而勉強餬口。有一天，他為百貨公司製作的一個女塑膠模特兒神奇地復活了。原來這個女塑膠模特兒的前世是古埃及的公主艾瑪·海瑟(Ema Hesire)，她的美貌和愛情給強納森帶来了新的創作靈感。艾瑪和強納森獨處的時候就是個活生生的美女，而有第三者在場的時候她就變回塑膠模特兒，這讓強納森有了很多有驚無險的經歷。有情人終成眷屬，最後兩人在朋友好莱坞·蒙托斯(Hollywood Montrose)的祝福下舉行了婚禮。

## 演員
- 安德鲁·麥卡錫(Andrew McCarthy) - 藝術家強納森·斯維徹(Jonathan Switcher)
- 金·凱特羅(Kim Cattrall) - 復活的塑膠模特兒、古埃及公主艾瑪·“艾咪”·海瑟(Ema "Emmy" Hesire)
- Estelle Getty - Mrs. Claire Prince Timkin
- 占士·史碧達(James Spader) - 理查德先生(Mr. Richards)
- G. W. Bailey - 菲利克斯·麥斯威爾隊長(Captain Felix Maxwell)
- 米沙可·泰勒（英语：Meshach Taylor） - 好莱塢·蒙托斯(Hollywood Montrose)
- Carole Davis - Roxie Shield
- Steve Vinovich - B. J. Wert
- Christopher Maher - Armand

## 杂记
- 女主演金·凱特羅(Kim Cattrall)因在美国电视剧《慾望城市》（Sex and the City）中饰演Samantha一角而為新一代觀眾所熟悉。
- 饰演仓库员工的安德鲁·希尔·纽曼（英语：Andrew Hill Newman）也在续作《神氣活現2》中饰演了一名商场保安。他后来也经常客串一些儿童剧，如美国尼克国际儿童频道2007年开播的电视剧《爱卡莉》。
- 由星船合唱团演唱的本片主题曲《Nothing's Gonna Stop Us Now》曾于电影上映的同年登上过美国告示牌百强单曲榜和英国单曲榜的首位，并得过一个奥斯卡最佳原创歌曲奖提名。[1]歌曲后来收录于其专辑《No Protection》中。

## 重制传闻
2010年Gladden娱乐公司曾表示电影的全新重制(remake)版本正在初期制作中，但之后便没有任何下文了。

## 外部連結
- 互联网电影数据库（IMDb）上《Mannequin》的资料（英文）
- AllMovie上《Mannequin》的资料（英文）
- 爛番茄上《Mannequin》的資料（英文）